# ストロベリー・パニック オリジナルサウンドトラック
『ストロベリー･パニック オリジナルサウンドトラック』は、テレビアニメ『Strawberry Panic』のサウンドトラックである。2006年9月6日にLantisから発売された。
テレビアニメ本編のBGMと挿入歌、TVサイズの主題歌が収録されている。 CDジャケットには、蒼井渚砂、花園静馬が描かれている。音楽は平野義久が担当している。

## 収録曲
1. 華麗なる学園 [1:52]
2. 迷い込んだ少女 [1:23]
3. 麗しき人 [1:21]
4. 広がる情景 [1:12]
5. 夢の毎日 [1:20]
6. 恋の情景 [1:14]
7. 希望 [1:05]
8. いつもの風景 [1:24]
9. 希望、そしてときめきへ [1:06]
10. 悲しき過去 [1:08]
11. 悲恋 [1:03]
12. ひとり切なく [1:08]
13. 運命 [1:37]
14. 緊張 [1:16]
15. 美しき驚愕 [1:15]
16. 心の風景 [1:19]
17. 教会 [1:11]
18. 不意に迫られて・・・ [1:06]
19. 楽しい学園生活 [1:10]
20. はずむ毎日 [1:30]
21. 感じるメッセージ [1:16]
22. 前向きにいきましょう [1:26]
23. 感動そして未来へ [2:05]
24. はずんだ気持ち [1:25]
25. かわいいしぐさ [1:00]
26. 恐怖 [0:42]
27. 神秘のムードが [1:18]
28. 予感と幻想 [1:06]
29. 花織のテーマ [1:08]
30. ミアトルのテーマ [1:00]
31. スピカのテーマ [1:01]
32. ル・リムのテーマ [1:12]
33. 気高き百合の [3:17]
歌：聖スピカ女学院・聖歌隊
作詞：公野櫻子、作曲・編曲：平野義久
  - 挿入歌
34. 一つ星のぼりて [2:55]
歌：聖スピカ女学院・聖歌隊
作詞：公野櫻子、作曲・編曲：平野義久
  - 挿入歌
35. Little Bird [1:47]
歌：南都夜々（桑谷夏子）
作詞：公野櫻子、作曲・編曲：七瀬光
  - 挿入歌
36. 少女迷路でつかまえて（TV size） [1:32]
歌：美郷あき
作詞：畑亜貴、作曲・編曲：齋藤真也
  - 前期オープニングテーマ
37. 秘密ドールズ（TV size） [1:34]
歌：中原麻衣、清水愛
作詞：畑亜貴、作曲・編曲：大久保薫
  - 前期エンディングテーマ
38. くちびる白昼夢（TV size） [1:31]
歌：美郷あき
作詞：畑亜貴、作曲・編曲：前澤寛之
  - 後期オープニングテーマ
39. 苺摘み物語（TV size） [1:34]
歌：中原麻衣、清水愛
作詞：畑亜貴、作曲・編曲：大久保薫
  - 後期エンディングテーマ

36 - 39：ボーナストラック